# Analyta beaulaincourti
Analyta beaulaincourti är en fjärilsart som beskrevs av Pierre Claude Rougeot 1977. Analyta beaulaincourti ingår i släktet Analyta och familjen Crambidae. Inga underarter finns listade i Catalogue of Life.